# Vaccinium kengii
Vaccinium kengii là một loài thực vật có hoa trong họ Thạch nam. Loài này được C.E. Chang miêu tả khoa học đầu tiên năm 1969.